# Europiellomorpha
Europiellomorpha is een geslacht van wantsen uit de familie van de Miridae (Blindwantsen). Het geslacht werd voor het eerst wetenschappelijk beschreven door Duwal in 2014.

## Soorten
Het genus is monotypisch en bevat alleen de volgende soort:

- Europiellomorpha lividellus (Kerzhner, 1979)